# Oxira nyei
Oxira nyei là một loài bướm đêm trong họ Noctuidae.